# Frederick Traugott Pursh
Frederick Traugott Pursh (o Friedrich Traugott Pursch) (Grossenhain, Sajonia en 1774 - 11 de julio de 1820) fue un botánico germano-estadounidense.

## Biografía
Pursh nació en Grossenhain, Sajonia, fue educado en el Jardín Botánico de Dresde, emigrando a los Estados Unidos en 1799. A partir de 1802 a 1805 Pursh trabajó en Filadelfia como el encargado botánico de los extensos jardines de Guillermo Hamilton, Esq., "The Woodlands." En 1805, Pursh trabajaba para Benjamin Smith Barton en una nueva flora de Norteamérica, bajo su influencia Pursh estudió las plantas recogidas en la Expedición de Lewis y Clark. Su trabajo con Barton permitió que Pursh viajara más lejos.
En 1805, viajó al sur de Maryland y a las Carolinas y en 1806, viajó al norte de las montañas de Pensilvania a Nuevo Hampshire. Pursh hizo ambos viajes principalmente a pie, con solamente su perro y un arma, cubriendo tres mil millas en cada estación.
La propuesta flora de Barton nunca fue escrita, pero Pursh, quien se trasladó a Londres, Inglaterra, hizo una mayor contribución a la botánica de Norteamérica con su Flora americae septentrionalis; or A Systematic Arrangement and Description of The Plants of North America, publicada en 1813.
Después volvió a América, trasladándose a Canadá en 1816. Sus esperanzas de realizar un trabajo botánico aún más importante fueron truncadas por la mala salud debido al alcoholismo, y Pursh murió indigente en Montreal.

## Honores

### Eponimia
Su nombre es recordado en el género Purshia DC. ex Poir. (Bitterbush) y en varias especies, e.j. Rhamnus purshiana.

## Obras
- Flora Americae septentrionalis, 1814

- La abreviatura «Pursh» se emplea para indicar a Frederick Traugott Pursh como autoridad en la descripción y clasificación científica de los vegetales.[2]